# Maleise Wikipedia
De Maleise Wikipedia (Maleis: Wikipedia Bahasa Melayu) is een uitgave in de Maleise taal van de online encyclopedie Wikipedia. De Maleise Wikipedia ging op 12 augustus 2003 van start. In februari 2011 waren er circa 111.500 artikelen en 70.486 geregistreerde gebruikers.